# Gornji Kladari
Gornji Kladari je naseljeno mjesto u sastavu općine Srbac, Republika Srpska, BiH.

## Stanovništvo
| Gornji Kladari     |              |
| Godina popisa      | 1991.        |
| Srbi               | 366 (93,37%) |
| Hrvati             | 3 (0,77%)    |
| Muslimani          | 1 (0,25%)    |
| Jugoslaveni        | 18 (4,59%)   |
| ostali i nepoznato | 4 (1,02[%)   |
| ukupno             | 392          |